# 塚本純子
塚本 純子（つかもと じゅんこ、本名・つかもと まつヱ、1922年 - 1998年2月1日）は、日本の実業家。広島県呉市出身。

## 経歴
山口県下関の海産問屋に嫁ぐが没落し離婚。1953年、子供3人を連れて大阪に出る。大阪で売り食いをしていたところ当時、大阪商工会議所会頭だった杉道助に「働かなぁあかん」と激励され、ミナミ道頓堀のキャバレーで31歳でダンサー（ホステスのかつての呼称）となる。素人っぽい美貌が受けて大手商社の老社長に言い寄られるが、蹴って同郷の広島出身者の食品会社社長と再婚した。
1955年独立すると才覚を現し、1959年キタにクラブ「ジュン」を開業。次いで1962年東京に進出し、銀座に超高級クラブ「ジュン」を開業。
以後、オーナーママとして「シャルマン」「チンチラ」「割烹・塚本」などを次々オープンさせた。社用族が溢れた時代でもありグループ店は繁盛し、1972年にはフランス・パリにもレストラン「JUN」を開店させた。パリ店は失敗し、サントリーの手で営業が続けられていた。岸信介、田中角栄ら歴代首相や大企業の社長、芸能人が常連客で "勘定も客筋も日本一" などと呼ばれ銀座伝説の一翼を担った。客を楽しませる環境づくりがうまく、接待に良かったといわれる。
1992年、膵臓ガンが見つかり健康を損ね「ジュン」を閉店。再開できぬまま1998年急性心不全のため死去した。告別式には秘書ら代理を参列させた常連客が多かったが、当時世間を騒がせて公判中だった渡辺広康は通夜、告別式の両方に姿を見せた。
花登筺の代表作の一つ『ぬかるみの女』のモデルとしても有名。同作は1980年に第1シリーズが、1981年に『続・ぬかるみの女』のタイトルで第2シリーズが、いずれも星由里子主演でテレビドラマ化され東海テレビ制作・フジテレビ昼ドラマ枠で放送された。また現在でもどこかしらの地方局で再放送され人気がある。